# Regione di Sud-Comoé
La regione di Sud-Comoé è una delle 31 regioni della Costa d'Avorio ed è situata nel distretto di Comoé. Prende il nome dal fiume Comoé. Comprende tre dipartimenti: Aboisso, Adiaké e Grand-Bassam